# 战争机车

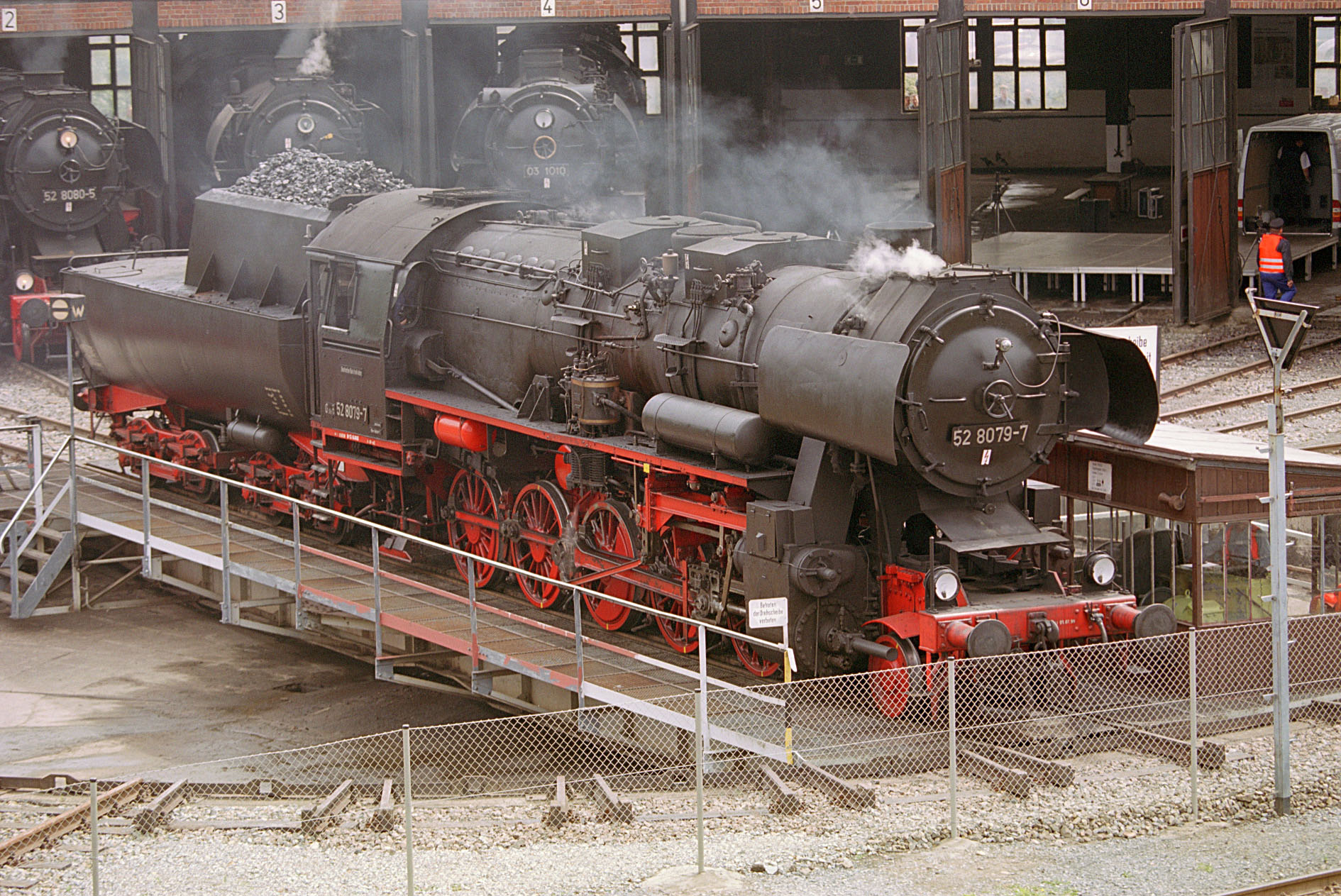
德意志国铁路52型蒸汽机车，最为著名的战争机车之一

战争机车（德語：Kriegslokomotive）是第二次世界大战期间，德国为适应战争需求而大规模制造的铁路机车的统称，其设计根据金属短缺、军事物资输送需求、易于保养、适应极端天气、适应快速组装大规模生产等战时情况而有所优化。为实现这些需求所带来的高燃料消耗的缺点在设计中亦被考虑在内。

## 型号
战争机车通常具备和平时期的德意志国铁路机车型号（DRG，Deutsche Reichsbahn）以及独立的战时型号：蒸汽机车为KDL（Kriegsdampflokomotive，战时蒸汽机车），内燃机车为KML（Kriegsmotorlokomotive，战时内燃机车），电力机车为KEL（Kriegselektrolokomotive，战时电力机车）。除德意志国铁路外，陆军所属的机车被命名为HF（Heeresfeldbahnlokomotive，陆军机车），德意志国防军的机车为WR（Wehrmachtslokomotive，国防军机车）。
以下为德意志国铁路生产的战争机车型号：

### 蒸汽机车
- 德意志国铁路52型蒸汽机车（KDL 1）
- 德意志国铁路53型蒸汽机车（KDL 2） - 未完成
- 德意志国铁路42型蒸汽机车（KDL 3）
- ELNA 6 0-8-0T 工业用机车（KDL 4）
- 0-10-0T 工业用机车（KDL 5）
- 0-8-0T 工业用机车（KDL 6）
- 0-6-0T 工业用机车（KDL 7）
- 0-4-0T 工业用机车（KDL 8）
- 900 mm 轨距 0-6-0T 工业用机车（KDL 9）
- 900 mm 轨距 0-4-0T 工业用机车（KDL 10）
- HF 160 D（KDL 11）
- HF 70 C（KDL 12）
- 亨舍爾 "Riesa" 型建筑机车，简略型（KDL 13）

### 内燃机车
- 360C14国防军机车（KML 1）
- D311国防军机车：两部为80厘米列车炮使用[1]
- DRG Köf II（KML 2）
- 130C型陆军机车（KML 3）
- 50B型陆军机车（KML 4）
- O&K MD 2（KML 5）
- 双轴采矿机车（KML 6, KML 7, KML 8）

### 电力机车
- 德意志国铁路E44型电力机车（KEL 1）
- 德意志国铁路E94型电力机车（KEL 2）
- Bo′Bo′Bo′ 采矿机车（KEL 3）
- 900 mm 轨距 Bo′Bo′ 采矿用机车（KEL 4）
- 550–630 mm 轨距 Bo 工业用机车（KEL 5）
- 550–630 mm 轨距 Bo′Bo′ 采矿机车（KEL 7）
- Bo 电池供电采矿机车（KEL 7, KEL 8, KEL 9）

### 无火蒸汽机车
- 0-6-0（KFL 1）
- 0-4-0（KFL 2）